# Thể khảm

Sơ đồ minh họa hình thành thể khảm xôma trong di truyền người.

Trong di truyền học, thể khảm là một cơ thể hoặc mô có ít nhất hai tập hợp tế bào có bộ nhiễm sắc thể mang các gen khác hẳn nhau. Thể khảm đã được báo cáo là có mặt ở mức cao tới 70% phôi giai đoạn phân chia và 90% phôi giai đoạn phôi thu được từ thụ tinh trong ống nghiệm.
Thể khảm này có thể là kết quả của nhiều cơ chế khác nhau, do quá trình không phân ly nhiễm sắc thể trong nguyên phân hoặc giảm phân, hoặc còn do nội phân bào.Là phân bào là cách phổ biến nhất mà thể khảm phát sinh trong phôi thai. Thể khảm cũng có thể là kết quả của một đột biến trong một tế bào trong quá trình phát triển trong đó đột biến được truyền cho chỉ các tế bào con của nó. Do đó, đột biến chỉ có mặt trong một phần nhỏ của tế bào trưởng thành.
Khảm ghép di truyền thường có thể bị nhầm lẫn với chimerism, trong đó hai hoặc nhiều kiểu gen phát sinh trong một cá nhân tương tự như khảm. Tuy nhiên, hai kiểu gen phát sinh từ sự hợp nhất của nhiều hơn một hợp tử thụ tinh trong giai đoạn đầu của sự phát triển của phôi, thay vì từ sự mất đột biến hoặc mất nhiễm sắc thể.